# Mistletoe (sang af Justin Bieber)
 For alternative betydninger, se Mistletoe. (Se også artikler, som begynder med Mistletoe)
"Mistletoe" er den første single fra den canadiske musikers Justin Bieber andet studiealbum, Under the Mistletoe (2011). Nummeret var skrevet og produceret af duoen Nasri og Adam Messinger (fra The Messengers). Den blev udgivet den 17. oktober 2011. Den solgte 164.000 den første uge ifølge Nielsen SoundScan, hvilket placerer den som nummer 5 på Billboard's Hot Digital Songs-hitliste.  Den 1. januar, 2012, skønnede SoundScan at den havde solgt 722,000 downloads digitalt, hvilket gør den til den mest solgte digitale Jule/feriesang som nogensinde er blevet solgt i et kalenderår.  "Mistletoe" er også på en fjerdeplads på listen over det mest solgte digitale Jule/ferie singler i SoundScans historie.

## Baggrund
I et interview med MTV News, sagde Bieber, "Jeg er virkelig begejstreret. [Sangen er] virkelig iørefaldende. Jeg er sikker på at alle mine fans vil elske den. Det er noget, jeg føler at de kommer til at synge hver Jul." Bieber første optræden med sangen live var under My World Tour i oktober 2011 på Det Olympiske Stadion i Rio de Janeiro, Brasilien. Under hans optræden, bekræftede Bieber at sangen ville blive udgivet på iTunes verden over den 17. oktober, 2011.

## Komposition
"Mistletoe" er en Jule-sang der lydmæssigt stammer fra pop og R&B-genrer, samtidig med at den bruger elementer fra reggae. Ifølge noderne offentliggjort af Musicnotes.com med Sony/ATV Music Publishing, er "Mistletoe" opsat i samlet-tid med et "bounce" tempo på 80 beats per minut. Den er sammensat i tonearten a-mol med Biebers vokale rækkevidde som strækker fra det lave E3 til den høje-tone E6. Ifølge mange anmeldere, bærer sangen's produktion og Bieber's præstationer stor lighed med Jason Mraz's "I'm Yours." Bill Lamb på About.com gik så langt som at kalde sangen "'I'm Yours går til Julen." En Rolling Stone skribent at, "Sangen lyder dybest set som et laid-back Jack Johnson nummer overspillet med nogle kane-klokker."
Sangen præsenterer modningen af Biebers stemme, hvor RJ Cubarrubia ved Billboard skriver at han lød "glat og intim." Lamb sagde "Dette track markerer en tydelig bevægelse mod en mere voksen lyd for den 17-årige Justin Bieber." Sangen, som indbefatter subtile "Jule-blomster" i baggrunds-arrangementet, åbner med Jingle Bells (dansk: Bjældeklang) før en instrumental med guitar og bongotrommer kommer ind.

## Kritiske modtagelse
RJ Cubarrubia på Billboard roste først sangen, og sagde at "skrabet lyd giver den unge superstjerne en chance for at vise hvor meget han og hans stemme er vokset," og at omkvædet var "varmt og fuzzy." Men så sagde han "Bieber's luftige crooning og flade tekster gør at 'Mistletoe' ender ud som et uinspireret, Jason Mraz-esque ferie-track." Cubarrubia roste Bieber for at forsøge at lægge hans karisma ind på sådan et track, men sagde "han er stadig langt væk fra den klassiske jule-pop som Mariah Careys "All I Want for Christmas Is You"." Selvom han sagde at sangen kunne føles en smule beregnende, Bill Lamb ved About.com roste sangens "akustiske Jason Mraz vibe, det hårfine sæsonbetonede touch, og den voksne lyd. Lamb forudsagde, at sangen sandsynligvis ville blive et sæsonbetonet hit for Bieber, og kommentererede, "Den fine vinterlige ferie-kimen i baggrunden gør det klart, at det er en sæsonbetonet udgivelse, men de ville ikke blive disharmonisk når de inkluderer en standard pop-playliste." Jarett Wieselman i The Insider.com sagde sangen "er virkelig forbandet god" og fortsatte med at sige "den kommer til at blive den største sang i 2011." Wieselman sagde "Du kan ikke fornægte udstrålingen af amerikansk tween-dream i hverdagen, i nummeret hvor han beder lytterne om at 'kysse mig under misteltenen.' Godt velspillet unge mand." Det blev Bieber's første nr. 1 single i form af airplay og den mest succesfulde single til dato, som nåede nr. 1 på den canadiske Adult Contemporary-hitliste.

## Musikvideo
Musikvideoen til "Mistletoe" blev instrueret af Roman White. Videoen markerede den anden gang at Bieber havde arbejdet med White om en musikvideo, den første er "One Less Lonely Girl" (2009). Den blev også skudt Franklin, hvor den forrige video også var blevet filmet. da White blev hyret til at optage videoen, forklarede Bieber, "[Roman] kan fortælle en historie rigtigt godt, og vi ønskede at bruge ham,". Bieber forklarer "Han optog 'One Less Lonely Girl' videoen, og jeg synes han gjorde et god stykke arbejde; han optog 'You Belong With Me' videoen med Taylor Swift, og han havde en masse gode erfaringer, og havde lavet masser af godt arbejde." En trailer for videoen blev udgivet den 11. oktober, 2011. Selve videoen blev udgivet den 18. oktober, 2011 klokken 19:54, efterfulgt af et 30-minutters interview med Bieber omkring videoen, albummet, og hans juleplaner.
En Rolling Stone-anmelder sagde "klippet er et teatralsk juleglæde, hvor sangeren gør kur til en sød pige i en idyllisk lille by pyntet op med smagfulde hvide lys og en meget let afstøvning af sne."

## Live-optrædener
"Mistletoe" blev først gang fremført live under en koncert d. 5. oktober 2011 i Rio de Janeiro, Brasilien.

## Hitlister
| Hitliste                                         | Højeste placering |
| ------------------------------------------------ | ----------------- |
| Australien (ARIA)                                | 20                |
| Østrig (Ö3 Austria Top 40)                       | 65                |
| Belgien (Ultratop 50 Flanderen)                  | 28                |
| Canada (Canadian Hot 100)                        | 9                 |
| Danmark (Track Top-40)                           | 9                 |
| Frankrig (SNEP)                                  | 76                |
| Irland (IRMA)                                    | 16                |
| Holland (Single Top 100)                         | 21                |
| New Zealand (RIANZ)                              | 11                |
| Norge (VG-lista)                                 | 2                 |
| Skotland (Official Charts Company)               | 24                |
| Spanien (PROMUSICAE)                             | 16                |
| Sverige (Sverigetopplistan)                      | 19                |
| Schweiz (Schweizer Hitparade)                    | 49                |
| Storbritannien Singles (Official Charts Company) | 21                |
| USA Billboard Hot 100                            | 11                |
| USA Mainstream Top 40 (Billboard)                | 40                |
| USA Adult Contemporary (Billboard)               | 2                 |

### Certificeringer
| Land | Certificering |
| ---- | ------------- |
| USA  | Guld          |